# روند فان درينثي كأس العالم للسيدات 2024
روند فان درينثي كأس العالم للسيدات 2024 (بالهولندية: Ronde van Drenthe 2024) هو سباق دراجات هوائية، وهو الموسم السابع عشر من روند فان درينثي كأس العالم ‏، وأقيم في 10 مارس 2024 ضمن سباقات طواف العالم للدراجات للسيدات 2024، وشارك فيه  108 متسابقاً ووصل إلى نهايته  74 متسابقاً.
فاز بالمركز الأول لورينا ويبيس، وفاز بالمركز الثاني إليسا بالسامو، وفاز بالمركز الثالث Puck Pieterse ‏، وتصدر تصنيف طواف العالم لوت كوبيكي.

## الفرق
| فرق سيدات عالمية (12)- إن إكس تي جي ريسينغ ‏ - كانيون–إس آر إيه إم ريسينغ 2024 ‏ - Ceratizit Pro Cycling ‏ - FDJ–Suez ‏ - بلانتور بورا سيلينج تيم ‏ - رالي سايكلنج 2024 ‏ - Lidl–Trek (women's team) ‏ - Liv AlUla Jayco ‏ - فريق سنويب للسيدات ‏ - إس دي وركس ‏ - يو أي أيه تيم 2024 ‏ - فريق أونو إكس برو للدراجات للسيدات ‏ فرق دراجات قارية سيدات (7)- Cofidis Women Team ‏ - GT Krush Rebellease Pro Cycling ‏ - Hess Cycling Team ‏ - دروبز ‏ - لوتو بيليسول للسيدات ‏ - Proximus-Cyclis CT‏ - باركهوتل فالكنبورغ ‏ |  |
| |  |

## المشاركون
| إس دي وركس ‏ SDW | إس دي وركس ‏ SDW             | إس دي وركس ‏ SDW |
| --------------- | --------------------------- | --------------- |
| م               | عداء                        | مرتبة           |
| 1               | لورينا ويبيس                | 1               |
| 2               | Mischa Bredewold ‏ (طريق)    | 36              |
| 3               | Femke Gerritse ‏             | 37              |
| 4               | كريستين ماجروس (طريق)       | 9               |
| 5               | فيمكا ماركوس                | 40              |
| 6               | Chantal van den Broek-Blaak | لم يكمل السباق  |

| إن إكس تي جي ريسينغ ‏ AGS | إن إكس تي جي ريسينغ ‏ AGS | إن إكس تي جي ريسينغ ‏ AGS |
| ------------------------ | ------------------------ | ------------------------ |
| م                        | عداء                     | مرتبة                    |
| 11                       | Maaike Boogaard ‏         | لم يكمل السباق           |
| 12                       | Julia Borgström ‏         | 49                       |
| 13                       | BEL                      | 43                       |
| 14                       | Gaia Masetti ‏            | لم يكمل السباق           |
| 15                       | Ilse Pluimers ‏           | 15                       |
| 16                       | NED                      | 26                       |

| كانيون–إس آر إيه إم ‏ CSR | كانيون–إس آر إيه إم ‏ CSR | كانيون–إس آر إيه إم ‏ CSR |
| ------------------------ | ------------------------ | ------------------------ |
| م                        | عداء                     | مرتبة                    |
| 22                       | Zoe Bäckstedt ‏           | 55                       |
| 23                       | Justyna Czapla ‏          | 69                       |
| 24                       | Alex Morrice ‏            | لم يكمل السباق           |
| 26                       | Alice Towers ‏            | 14                       |

| Ceratizit Pro Cycling ‏ WNT | Ceratizit Pro Cycling ‏ WNT | Ceratizit Pro Cycling ‏ WNT |
| -------------------------- | -------------------------- | -------------------------- |
| م                          | عداء                       | مرتبة                      |
| 31                         | ساندرا ألونسو              | 68                         |
| 32                         | Arianna Fidanza ‏           | 61                         |
| 33                         | Lea Lin Teutenberg ‏        | لم يكمل السباق             |
| 34                         | Marta Jaskulska ‏           | 45                         |
| 35                         | Marta Lach ‏                | 12                         |
| 36                         | Kathrin Schweinberger ‏     | 59                         |

| FDJ–Suez ‏ FST | FDJ–Suez ‏ FST      | FDJ–Suez ‏ FST  |
| ------------- | ------------------ | -------------- |
| م             | عداء               | مرتبة          |
| 41            | Coralie Demay ‏     | لم يكمل السباق |
| 42            | Vittoria Guazzini ‏ | 6              |
| 43            | Marie Le Net ‏      | 53             |
| 44            | غلاديس فيرهلست ‏    | لم يكمل السباق |
| 45            | Alessia Vigilia ‏   | لم يكمل السباق |
| 46            | جادي فيل           | 19             |

| بلانتور بورا سيلينج تيم ‏ FED | بلانتور بورا سيلينج تيم ‏ FED | بلانتور بورا سيلينج تيم ‏ FED |
| ---------------------------- | ---------------------------- | ---------------------------- |
| م                            | عداء                         | مرتبة                        |
| 51                           | Millie Couzens ‏              | 73                           |
| 52                           | Julie De Wilde ‏              | 24                           |
| 53                           | Evy Kuijpers ‏                | 27                           |
| 54                           | Puck Pieterse ‏               | 3                            |
| 55                           | Christina Schweinberger ‏     | 7                            |
| 56                           | Marthe Truyen ‏               | 20                           |

| رالي سايكلنج ‏ HPH | رالي سايكلنج ‏ HPH   | رالي سايكلنج ‏ HPH |
| ----------------- | ------------------- | ----------------- |
| م                 | عداء                | مرتبة             |
| 61                | Audrey Cordon-Ragot | 38                |
| 62                | Maëlle Grossetête ‏  | 18                |
| 63                | رومي كاسبر          | 23                |
| 64                | Alice Wood          | 54                |
| 65                | Wiktoria Pikulik ‏   | لم يكمل السباق    |
| 66                | ليلي وليامز         | 34                |

| Lidl–Trek (women's team) ‏ LTK | Lidl–Trek (women's team) ‏ LTK | Lidl–Trek (women's team) ‏ LTK |
| ----------------------------- | ----------------------------- | ----------------------------- |
| م                             | عداء                          | مرتبة                         |
| 71                            | إليسا بالسامو                 | 2                             |
| 72                            | Elynor Bäckstedt ‏             | 74                            |
| 73                            | Clara Copponi ‏                | لم يكمل السباق                |
| 74                            | Lauretta Hanson ‏              | 21                            |
| 75                            | ليزا كلاين                    | 65                            |
| 76                            | Ilaria Sanguineti ‏            | لم يكمل السباق                |

| Liv AlUla Jayco ‏ LAJ | Liv AlUla Jayco ‏ LAJ | Liv AlUla Jayco ‏ LAJ |
| -------------------- | -------------------- | -------------------- |
| م                    | عداء                 | مرتبة                |
| 81                   | جورجيا بيكر          | 71                   |
| 82                   | Teniel Campbell ‏     | لم يكمل السباق       |
| 83                   | Georgie Howe ‏        | لم يكمل السباق       |
| 84                   | Jeanne Korevaar ‏     | 25                   |
| 85                   | ليتيزيا باتيرنوستر   | 4                    |
| 86                   | Silke Smulders ‏      | 22                   |

| فريق سنويب للسيدات ‏ DFP | فريق سنويب للسيدات ‏ DFP | فريق سنويب للسيدات ‏ DFP |
| ----------------------- | ----------------------- | ----------------------- |
| م                       | عداء                    | مرتبة                   |
| 91                      | Charlotte Kool ‏         | 11                      |
| 92                      | Rachele Barbieri ‏       | 35                      |
| 93                      | فايفر جورجي (طريق)      | 10                      |
| 94                      | Josie Nelson ‏           | لم يكمل السباق          |
| 95                      | فرانشيسكا كوش ‏          | 28                      |
| 96                      | Abi Smith ‏              | 30                      |

| يو أي أيه تيم ‏ UAD | يو أي أيه تيم ‏ UAD   | يو أي أيه تيم ‏ UAD |
| ------------------ | -------------------- | ------------------ |
| م                  | عداء                 | مرتبة              |
| 101                | صوفيا بيرتيزولو      | 32                 |
| 102                | يوجينة بوجاك         | 29                 |
| 103                | كيارا كونسوني        | 31                 |
| 104                | Eleonora Gasparrini ‏ | 33                 |
| 105                | Tereza Neumanová ‏    | 70                 |
| 106                | Karlijn Swinkels ‏    | 13                 |

| فريق أونو إكس برو للدراجات للسيدات ‏ UXM | فريق أونو إكس برو للدراجات للسيدات ‏ UXM | فريق أونو إكس برو للدراجات للسيدات ‏ UXM |
| --------------------------------------- | --------------------------------------- | --------------------------------------- |
| م                                       | عداء                                    | مرتبة                                   |
| 111                                     | Anniina Ahtosalo ‏ (طريق)                | 16                                      |
| 112                                     | ماريا جوليا كونفالونيري                 | 8                                       |
| 113                                     | أمالي ديديريكسن                         | 44                                      |
| 114                                     | Rebecca Koerner ‏ (طريق)                 | 47                                      |
| 115                                     | أنوسكا كوستر                            | 17                                      |

| Cofidis Women Team ‏ COF | Cofidis Women Team ‏ COF  | Cofidis Women Team ‏ COF |
| ----------------------- | ------------------------ | ----------------------- |
| م                       | عداء                     | مرتبة                   |
| 121                     | Martina Alzini ‏          | 57                      |
| 122                     | Victoire Berteau ‏ (طريق) | 5                       |
| 123                     | Alana Castrique ‏         | لم يكمل السباق          |
| 124                     | سارة روي                 | 48                      |
| 125                     | Josie Talbot ‏            | لم يكمل السباق          |

| GT Krush Rebellease Pro Cycling ‏ BPC | GT Krush Rebellease Pro Cycling ‏ BPC | GT Krush Rebellease Pro Cycling ‏ BPC |
| ------------------------------------ | ------------------------------------ | ------------------------------------ |
| م                                    | عداء                                 | مرتبة                                |
| 131                                  | Silje Bader‏                          | لم يكمل السباق                       |
| 132                                  | Britt de Grave‏                       | لم يكمل السباق                       |
| 133                                  | NED                                  | لم يكمل السباق                       |
| 134                                  | Meike Uiterwijk Winkel ‏              | 62                                   |
| 135                                  | NED                                  | لم يكمل السباق                       |
| 136                                  | GER                                  | لم يكمل السباق                       |

| Hess Cycling Team ‏ HCT | Hess Cycling Team ‏ HCT   | Hess Cycling Team ‏ HCT |
| ---------------------- | ------------------------ | ---------------------- |
| م                      | عداء                     | مرتبة                  |
| 141                    | Rotem Gafinovitz ‏        | لم يكمل السباق         |
| 142                    | Grace Lister ‏            | لم يكمل السباق         |
| 143                    | Clara Lundmark ‏          | 56                     |
| 144                    | Alice McWilliam‏          | لم يكمل السباق         |
| 145                    | Laura Süßemilch ‏         | لم يكمل السباق         |
| 146                    | Marjolein van 't Geloof ‏ | لم يكمل السباق         |

| دروبز ‏ LPW | دروبز ‏ LPW             | دروبز ‏ LPW     |
| ---------- | ---------------------- | -------------- |
| م          | عداء                   | مرتبة          |
| 151        | Kristýna Burlová ‏      | 46             |
| 152        | هايدي فرانز            | 66             |
| 153        | أليسيا غونزاليس بلانكو | لم يكمل السباق |
| 154        | Maddie Leech ‏          | لم يكمل السباق |
| 155        | Kaja Rysz ‏             | 64             |
| 156        | NED                    | 50             |

| لوتو بيليسول للسيدات ‏ LDL | لوتو بيليسول للسيدات ‏ LDL | لوتو بيليسول للسيدات ‏ LDL |
| ------------------------- | ------------------------- | ------------------------- |
| م                         | عداء                      | مرتبة                     |
| 161                       | Anna van Wersch ‏          | 58                        |
| 162                       | Fauve Bastiaenssen ‏       | 41                        |
| 163                       | Mieke Docx ‏               | 60                        |
| 164                       | Alberte Greve ‏            | 63                        |
| 165                       | FIN                       | 67                        |
| 166                       | BEL                       | لم يكمل السباق            |

| Proximus-Cyclis CT‏ ___ | Proximus-Cyclis CT‏ ___ | Proximus-Cyclis CT‏ ___ |
| ---------------------- | ---------------------- | ---------------------- |
| م                      | عداء                   | مرتبة                  |
| 171                    | NED                    | لم يبدأ                |
| 172                    | NED                    | لم يكمل السباق         |
| 173                    | NED                    | لم يكمل السباق         |
| 174                    | Marga López (cyclist) ‏ | لم يكمل السباق         |
| 176                    | Femke van Goethem‏      | لم يكمل السباق         |

| باركهوتل فالكنبورغ ‏ VWT | باركهوتل فالكنبورغ ‏ VWT | باركهوتل فالكنبورغ ‏ VWT |
| ----------------------- | ----------------------- | ----------------------- |
| م                       | عداء                    | مرتبة                   |
| 181                     | Valerie Demey ‏          | 52                      |
| 182                     | Anne Dijkstra ‏          | 39                      |
| 183                     | NED                     | 42                      |
| 184                     | NED                     | لم يكمل السباق          |
| 185                     | Quinty Schoens ‏         | 72                      |
| 186                     | Sabrina Stultiens ‏      | 51                      |

| إس دي وركس ‏ SDW | إس دي وركس ‏ SDW             | إس دي وركس ‏ SDW |
| --------------- | --------------------------- | --------------- |
| م               | عداء                        | مرتبة           |
| 1               | لورينا ويبيس                | 1               |
| 2               | Mischa Bredewold ‏ (طريق)    | 36              |
| 3               | Femke Gerritse ‏             | 37              |
| 4               | كريستين ماجروس (طريق)       | 9               |
| 5               | فيمكا ماركوس                | 40              |
| 6               | Chantal van den Broek-Blaak | لم يكمل السباق  |

| إن إكس تي جي ريسينغ ‏ AGS | إن إكس تي جي ريسينغ ‏ AGS | إن إكس تي جي ريسينغ ‏ AGS |
| ------------------------ | ------------------------ | ------------------------ |
| م                        | عداء                     | مرتبة                    |
| 11                       | Maaike Boogaard ‏         | لم يكمل السباق           |
| 12                       | Julia Borgström ‏         | 49                       |
| 13                       | BEL                      | 43                       |
| 14                       | Gaia Masetti ‏            | لم يكمل السباق           |
| 15                       | Ilse Pluimers ‏           | 15                       |
| 16                       | NED                      | 26                       |

| كانيون–إس آر إيه إم ‏ CSR | كانيون–إس آر إيه إم ‏ CSR | كانيون–إس آر إيه إم ‏ CSR |
| ------------------------ | ------------------------ | ------------------------ |
| م                        | عداء                     | مرتبة                    |
| 22                       | Zoe Bäckstedt ‏           | 55                       |
| 23                       | Justyna Czapla ‏          | 69                       |
| 24                       | Alex Morrice ‏            | لم يكمل السباق           |
| 26                       | Alice Towers ‏            | 14                       |

| Ceratizit Pro Cycling ‏ WNT | Ceratizit Pro Cycling ‏ WNT | Ceratizit Pro Cycling ‏ WNT |
| -------------------------- | -------------------------- | -------------------------- |
| م                          | عداء                       | مرتبة                      |
| 31                         | ساندرا ألونسو              | 68                         |
| 32                         | Arianna Fidanza ‏           | 61                         |
| 33                         | Lea Lin Teutenberg ‏        | لم يكمل السباق             |
| 34                         | Marta Jaskulska ‏           | 45                         |
| 35                         | Marta Lach ‏                | 12                         |
| 36                         | Kathrin Schweinberger ‏     | 59                         |

| FDJ–Suez ‏ FST | FDJ–Suez ‏ FST      | FDJ–Suez ‏ FST  |
| ------------- | ------------------ | -------------- |
| م             | عداء               | مرتبة          |
| 41            | Coralie Demay ‏     | لم يكمل السباق |
| 42            | Vittoria Guazzini ‏ | 6              |
| 43            | Marie Le Net ‏      | 53             |
| 44            | غلاديس فيرهلست ‏    | لم يكمل السباق |
| 45            | Alessia Vigilia ‏   | لم يكمل السباق |
| 46            | جادي فيل           | 19             |

| بلانتور بورا سيلينج تيم ‏ FED | بلانتور بورا سيلينج تيم ‏ FED | بلانتور بورا سيلينج تيم ‏ FED |
| ---------------------------- | ---------------------------- | ---------------------------- |
| م                            | عداء                         | مرتبة                        |
| 51                           | Millie Couzens ‏              | 73                           |
| 52                           | Julie De Wilde ‏              | 24                           |
| 53                           | Evy Kuijpers ‏                | 27                           |
| 54                           | Puck Pieterse ‏               | 3                            |
| 55                           | Christina Schweinberger ‏     | 7                            |
| 56                           | Marthe Truyen ‏               | 20                           |

| رالي سايكلنج ‏ HPH | رالي سايكلنج ‏ HPH   | رالي سايكلنج ‏ HPH |
| ----------------- | ------------------- | ----------------- |
| م                 | عداء                | مرتبة             |
| 61                | Audrey Cordon-Ragot | 38                |
| 62                | Maëlle Grossetête ‏  | 18                |
| 63                | رومي كاسبر          | 23                |
| 64                | Alice Wood          | 54                |
| 65                | Wiktoria Pikulik ‏   | لم يكمل السباق    |
| 66                | ليلي وليامز         | 34                |

| Lidl–Trek (women's team) ‏ LTK | Lidl–Trek (women's team) ‏ LTK | Lidl–Trek (women's team) ‏ LTK |
| ----------------------------- | ----------------------------- | ----------------------------- |
| م                             | عداء                          | مرتبة                         |
| 71                            | إليسا بالسامو                 | 2                             |
| 72                            | Elynor Bäckstedt ‏             | 74                            |
| 73                            | Clara Copponi ‏                | لم يكمل السباق                |
| 74                            | Lauretta Hanson ‏              | 21                            |
| 75                            | ليزا كلاين                    | 65                            |
| 76                            | Ilaria Sanguineti ‏            | لم يكمل السباق                |

| Liv AlUla Jayco ‏ LAJ | Liv AlUla Jayco ‏ LAJ | Liv AlUla Jayco ‏ LAJ |
| -------------------- | -------------------- | -------------------- |
| م                    | عداء                 | مرتبة                |
| 81                   | جورجيا بيكر          | 71                   |
| 82                   | Teniel Campbell ‏     | لم يكمل السباق       |
| 83                   | Georgie Howe ‏        | لم يكمل السباق       |
| 84                   | Jeanne Korevaar ‏     | 25                   |
| 85                   | ليتيزيا باتيرنوستر   | 4                    |
| 86                   | Silke Smulders ‏      | 22                   |

| فريق سنويب للسيدات ‏ DFP | فريق سنويب للسيدات ‏ DFP | فريق سنويب للسيدات ‏ DFP |
| ----------------------- | ----------------------- | ----------------------- |
| م                       | عداء                    | مرتبة                   |
| 91                      | Charlotte Kool ‏         | 11                      |
| 92                      | Rachele Barbieri ‏       | 35                      |
| 93                      | فايفر جورجي (طريق)      | 10                      |
| 94                      | Josie Nelson ‏           | لم يكمل السباق          |
| 95                      | فرانشيسكا كوش ‏          | 28                      |
| 96                      | Abi Smith ‏              | 30                      |

| يو أي أيه تيم ‏ UAD | يو أي أيه تيم ‏ UAD   | يو أي أيه تيم ‏ UAD |
| ------------------ | -------------------- | ------------------ |
| م                  | عداء                 | مرتبة              |
| 101                | صوفيا بيرتيزولو      | 32                 |
| 102                | يوجينة بوجاك         | 29                 |
| 103                | كيارا كونسوني        | 31                 |
| 104                | Eleonora Gasparrini ‏ | 33                 |
| 105                | Tereza Neumanová ‏    | 70                 |
| 106                | Karlijn Swinkels ‏    | 13                 |

| فريق أونو إكس برو للدراجات للسيدات ‏ UXM | فريق أونو إكس برو للدراجات للسيدات ‏ UXM | فريق أونو إكس برو للدراجات للسيدات ‏ UXM |
| --------------------------------------- | --------------------------------------- | --------------------------------------- |
| م                                       | عداء                                    | مرتبة                                   |
| 111                                     | Anniina Ahtosalo ‏ (طريق)                | 16                                      |
| 112                                     | ماريا جوليا كونفالونيري                 | 8                                       |
| 113                                     | أمالي ديديريكسن                         | 44                                      |
| 114                                     | Rebecca Koerner ‏ (طريق)                 | 47                                      |
| 115                                     | أنوسكا كوستر                            | 17                                      |

| Cofidis Women Team ‏ COF | Cofidis Women Team ‏ COF  | Cofidis Women Team ‏ COF |
| ----------------------- | ------------------------ | ----------------------- |
| م                       | عداء                     | مرتبة                   |
| 121                     | Martina Alzini ‏          | 57                      |
| 122                     | Victoire Berteau ‏ (طريق) | 5                       |
| 123                     | Alana Castrique ‏         | لم يكمل السباق          |
| 124                     | سارة روي                 | 48                      |
| 125                     | Josie Talbot ‏            | لم يكمل السباق          |

| GT Krush Rebellease Pro Cycling ‏ BPC | GT Krush Rebellease Pro Cycling ‏ BPC | GT Krush Rebellease Pro Cycling ‏ BPC |
| ------------------------------------ | ------------------------------------ | ------------------------------------ |
| م                                    | عداء                                 | مرتبة                                |
| 131                                  | Silje Bader‏                          | لم يكمل السباق                       |
| 132                                  | Britt de Grave‏                       | لم يكمل السباق                       |
| 133                                  | NED                                  | لم يكمل السباق                       |
| 134                                  | Meike Uiterwijk Winkel ‏              | 62                                   |
| 135                                  | NED                                  | لم يكمل السباق                       |
| 136                                  | GER                                  | لم يكمل السباق                       |

| Hess Cycling Team ‏ HCT | Hess Cycling Team ‏ HCT   | Hess Cycling Team ‏ HCT |
| ---------------------- | ------------------------ | ---------------------- |
| م                      | عداء                     | مرتبة                  |
| 141                    | Rotem Gafinovitz ‏        | لم يكمل السباق         |
| 142                    | Grace Lister ‏            | لم يكمل السباق         |
| 143                    | Clara Lundmark ‏          | 56                     |
| 144                    | Alice McWilliam‏          | لم يكمل السباق         |
| 145                    | Laura Süßemilch ‏         | لم يكمل السباق         |
| 146                    | Marjolein van 't Geloof ‏ | لم يكمل السباق         |

| دروبز ‏ LPW | دروبز ‏ LPW             | دروبز ‏ LPW     |
| ---------- | ---------------------- | -------------- |
| م          | عداء                   | مرتبة          |
| 151        | Kristýna Burlová ‏      | 46             |
| 152        | هايدي فرانز            | 66             |
| 153        | أليسيا غونزاليس بلانكو | لم يكمل السباق |
| 154        | Maddie Leech ‏          | لم يكمل السباق |
| 155        | Kaja Rysz ‏             | 64             |
| 156        | NED                    | 50             |

| لوتو بيليسول للسيدات ‏ LDL | لوتو بيليسول للسيدات ‏ LDL | لوتو بيليسول للسيدات ‏ LDL |
| ------------------------- | ------------------------- | ------------------------- |
| م                         | عداء                      | مرتبة                     |
| 161                       | Anna van Wersch ‏          | 58                        |
| 162                       | Fauve Bastiaenssen ‏       | 41                        |
| 163                       | Mieke Docx ‏               | 60                        |
| 164                       | Alberte Greve ‏            | 63                        |
| 165                       | FIN                       | 67                        |
| 166                       | BEL                       | لم يكمل السباق            |

| Proximus-Cyclis CT‏ ___ | Proximus-Cyclis CT‏ ___ | Proximus-Cyclis CT‏ ___ |
| ---------------------- | ---------------------- | ---------------------- |
| م                      | عداء                   | مرتبة                  |
| 171                    | NED                    | لم يبدأ                |
| 172                    | NED                    | لم يكمل السباق         |
| 173                    | NED                    | لم يكمل السباق         |
| 174                    | Marga López (cyclist) ‏ | لم يكمل السباق         |
| 176                    | Femke van Goethem‏      | لم يكمل السباق         |

| باركهوتل فالكنبورغ ‏ VWT | باركهوتل فالكنبورغ ‏ VWT | باركهوتل فالكنبورغ ‏ VWT |
| ----------------------- | ----------------------- | ----------------------- |
| م                       | عداء                    | مرتبة                   |
| 181                     | Valerie Demey ‏          | 52                      |
| 182                     | Anne Dijkstra ‏          | 39                      |
| 183                     | NED                     | 42                      |
| 184                     | NED                     | لم يكمل السباق          |
| 185                     | Quinty Schoens ‏         | 72                      |
| 186                     | Sabrina Stultiens ‏      | 51                      |

## التصنيف العام النهائي
| التصنيف العام         | التصنيف العام            | التصنيف العام                       | التصنيف العام | التصنيف العام |
| المتسابقة             | المتسابقة                | الفريق                              | الوقت         |               |
| --------------------- | ------------------------ | ----------------------------------- | ------------- | ------------- |
| 1                     | لورينا ويبيس             | إس دي وركس ‏                         | 4 س 09 د 09 ث |               |
| 2                     | إليسا بالسامو            | Lidl–Trek (women's team) ‏           | + 2 ث         |               |
| 3                     | Puck Pieterse ‏           | بلانتور بورا سيلينج تيم ‏            | + 4 ث         |               |
| 4                     | ليتيزيا باتيرنوستر       | Liv AlUla Jayco ‏                    | + 4 ث         |               |
| 5                     | Victoire Berteau ‏        | Cofidis Women Team ‏                 | + 4 ث         |               |
| 6                     | Vittoria Guazzini ‏       | FDJ–Suez ‏                           | + 4 ث         |               |
| 7                     | Christina Schweinberger ‏ | بلانتور بورا سيلينج تيم ‏            | + 4 ث         |               |
| 8                     | ماريا جوليا كونفالونيري  | فريق أونو إكس برو للدراجات للسيدات ‏ | + 8 ث         |               |
| 9                     | كريستين ماجروس           | إس دي وركس ‏                         | + 11 ث        |               |
| 10                    | فايفر جورجي              | فريق سنويب للسيدات ‏                 | + 12 ث        |               |
|                       |                          |                                     |               |               |
| مصدر: ProCyclingStats |                          |                                     |               |               |

### تصنيف النقاط
| تصنيف النقاط          | تصنيف النقاط         | تصنيف النقاط              | تصنيف النقاط | تصنيف النقاط |
| المتسابقة             | المتسابقة            | الفريق                    | النقاط       |              |
| --------------------- | -------------------- | ------------------------- | ------------ | ------------ |
| 1                     | لوت كوبيكي           | إس دي وركس ‏               | 1186 نقطة    |              |
| 2                     | إليسا ونغو بورغيني   | Lidl–Trek (women's team) ‏ | 715 نقطة     |              |
| 3                     | Neve Bradbury ‏       | كانيون–إس آر إيه إم ‏      | 694 نقطة     |              |
| 4                     | لورينا ويبيس         | إس دي وركس ‏               | 636 نقطة     |              |
| 5                     | Dominika Włodarczyk ‏ | يو أي أيه تيم ‏            | 520 نقطة     |              |
| 6                     | Sarah Gigante ‏       | إن إكس تي جي ريسينغ ‏      | 514 نقطة     |              |
| 7                     | ماريان فوس           | جامبو فيسما للسيدات ‏      | 480 نقطة     |              |
| 8                     | Rosita Reijnhout ‏    | جامبو فيسما للسيدات ‏      | 448 نقطة     |              |
| 9                     | سيسيلي أوتوب لودفيغ  | FDJ–Suez ‏                 | 408 نقطة     |              |
| 10                    | ديمي فوليرينغ        | إس دي وركس ‏               | 400 نقطة     |              |
|                       |                      |                           |              |              |
| مصدر: ProCyclingStats |                      |                           |              |              |

## تصنيف الفرق

### الفرق حسب النقاط
| ترتيب الفرق حسب النقاط | ترتيب الفرق حسب النقاط           | ترتيب الفرق حسب النقاط | ترتيب الفرق حسب النقاط |
| الفريق                 | الفريق                           | النقاط                 |                        |
| ---------------------- | -------------------------------- | ---------------------- | ---------------------- |
| 1                      | إس دي وركس ‏                      | 2366 نقطة              |                        |
| 2                      | Lidl–Trek (women's team) ‏        | 2202 نقطة              |                        |
| 3                      | كانيون–إس آر إيه إم ريسينغ 2024 ‏ | 1542 نقطة              |                        |
| 4                      | جامبو فيسما للسيدات ‏             | 1162 نقطة              |                        |
| 5                      | FDJ–Suez ‏                        | 1100 نقطة              |                        |
| 6                      | يو أي أيه تيم 2024 ‏              | 1097 نقطة              |                        |
| 7                      | Liv AlUla Jayco ‏                 | 1039 نقطة              |                        |
| 8                      | فريق سنويب للسيدات ‏              | 993 نقطة               |                        |
| 9                      | إن إكس تي جي ريسينغ ‏             | 922 نقطة               |                        |
| 10                     | بلانتور بورا سيلينج تيم ‏         | 894 نقطة               |                        |
|                        |                                  |                        |                        |
| مصدر: ProCyclingStats  |                                  |                        |                        |

## تصانيف فرعية

### تصنيف أفضل شاب
| تصنيف أفضل شابة       | تصنيف أفضل شابة | تصنيف أفضل شابة           | تصنيف أفضل شابة | تصنيف أفضل شابة |
| المتسابقة             | المتسابقة       | الفريق                    | الوقت           |                 |
| --------------------- | --------------- | ------------------------- | --------------- | --------------- |
| 1                     | Puck Pieterse ‏  | بلانتور بورا سيلينج تيم ‏  |                 |                 |
| 2                     | شيرين فان أنروي | Lidl–Trek (women's team) ‏ |                 |                 |
| 3                     | Neve Bradbury ‏  | كانيون–إس آر إيه إم ‏      |                 |                 |
|                       |                 |                           |                 |                 |
| مصدر: ProCyclingStats |                 |                           |                 |                 |

## وصلات خارجية
- الموقع الرسمي
- لمحة عن سباق روند فان درينثي كأس العالم للسيدات 2024 على موقع  ProCyclingStats   (برو  سايكلنج  ستاتس) - إحصاءات  محترفي  الدراجات.
- روند فان درينثي كأس العالم للسيدات 2024 على موقع إحصائيات الدراجات الإحترافية (الإنجليزية)